# Parque nacional Nino Konis Santana
El parque nacional Nino Konis Santana es el primer parque nacional del país asiático de Timor Oriental. Fue declarado el 3 de agosto de 2007 e incluye más de 1236 kilómetros cuadrados de tierra. Une tres áreas importantes para las aves; Lore, monte Paitchau y el lago de Iralalara, y la isla de Jaco. El parque también incluye 556 kilómetros cuadrados del triángulo de coral, una zona bajo el agua que supuestamente contiene la mayor diversidad del mundo, tanto de corales como peces de arrecife de coral.
El parque lleva ese nombre en honor de Nino Konis Santana, un excomandante de la guerrilla llamada Falintil, de las fuerzas armadas del movimiento independentista de Timor, que nació en Tutuala, un pueblo dentro de los límites del parque nacional.